# Terremoto di Senigallia del 1930
Il terremoto di Senigallia del 1930 è stato un evento sismico verificatosi nel 1930 sulla costa marchigiana, nei pressi di Senigallia (AN).
L'evento si verificò a distanza di pochi mesi dal terremoto dell'Irpinia e del Vulture che aveva causato oltre 1 400 vittime.

## Il sisma
Il sisma si verificò la mattina del 30 ottobre 1930, alle ore 08:13 (le 07:13 dell'ora solare), e fece registrare una magnitudo momento di 5.8 ed un'intensità pari all'VIII-IX della scala Mercalli. L'epicentro — inizialmente individuato nel mare Adriatico ad oltre 30 km di profondità — viene oggi collocato, secondo i più recenti studi, in località Marzocca, circa 5 km a sud-est di Senigallia e 20 km a nord-ovest di Ancona, con propagazione sull'asse NO-SE.
Nel porto di Ancona si verificò un maremoto che causò la rottura degli ormeggi di un piroscafo.
La scossa principale fu seguita da numerose repliche di decrescente intensità che si protrassero nei giorni successivi.

## Danni e vittime
Risultò colpita l'alto Adriatico, ed in particolare le province di Ancona e Pesaro. Il centro maggiormente colpito fu Senigallia dove si verificò il crollo di 318 edifici ed il danneggiamento di altri 2 000; gravi crolli si verificarono alla chiesa di San Martino dei Servi di Maria, dove era in corso una funzione religiosa e si registrarono alcune vittime, oltre che alla chiesa della Croce, al Duomo e alla Porta Lambertina. Ad Ancona crollarono 428 edifici, 1 818 furono lesionati gravemente e 5 602 leggermente; tra gli edifici pubblici, crollò la facciata del palazzo della Provincia e il campanile della chiesa del Santissimo Sacramento mentre risultarono danneggiati l'ospedale militare e il palazzo del Governo. Gravi crolli furono segnalati anche a Fano, Montemarciano, Mondolfo, Pesaro e San Costanzo.
Nel complesso si registrarono 18 vittime, di cui 14 a Senigallia e 4 ad Ancona. I danni furono valutati in 85 milioni di lire.